# Felguk
Felguk è il nome d'arte di due DJ brasiliani, rispettivamente Felipe Lozinsky (nato a Rio de Janeiro il 12 febbraio 1986) e Gustavo Rozenthal (26 febbraio 1982).
Il duo ebbe il suo primo successo, con l'uscita del brano 2nite, che fu utilizzato come colonna sonora dell'Electric Daisy del 2010. Felguk ha inoltre remixato il singolo di Madonna Celebration del 2009, e The Time (Dirty Bit) dei The Black Eyed Peas, ottenendo molto successo, arrivando numero 2 nella classifica dei brani più venduti su Beatport.

## Discografia
- Palmtree EP (2007)
- All Night Long EP (2008)
- WashEm and GiveEm food (2008)
- Buzz Me EP (2008)
- Jelly Beatz EP (2008)
- Do You Like Bass 2009 (2008)
- Guess What EP (2009)
- Step On The Scene EP (2009)
- Fingertips (2009)
- Keep Buzzing EP (2009)
- Rio EP (2009)
- The Funky Drama (2009)
- 2nite EP (2010)
- Galaxy Traveller EP (2010)[1]
- Side By Side EP (2010)
- Score EP (2010)
- Blow Out (2011)
- Plastic Smile (Example vs. Felguk) (2011)
- Jack It (2011)
- BASSIVE (2011)
- NUDGE (2011)

### Remix
- Egor Boss - I Don't Like The Drugs (Felguk Joy Mix) (2008)
- Jean-Claude Ades - I Begin To Wonder 2008 (Felguk Remix) (2008)
- Gataplex - Dance Forever feat. Electra (Felguk Remix) (2008)
- Miles Dyson - Anthem (Felguk Remix) (2008)
- Forfun - Suave (Felguk Remix) (2008)
- Perfect Stranger - Stardust (Felguk Remix) (2009)
- Neelix - Disco Decay (Felguk Remix) (2009)
- Perplex - Toys (Felguk Remix) (2009)
- Madonna - Celebration (Felguk Love Remix) (2009)
- Soundpusher - Milk & Honey (Felguk Remix) (2010)
- Mason - Exceeder (Felguk Remix) (2010)
- Flo Rida vs David Guetta - Club Can't Handle Me (Felguk Remix) (2010)
- The Black Eyed Peas - The Time (Dirty Bit) (Felguk Remix) (2010)
- Dirty South vs. Thomas Gold - Eyes Wide Open (Felguk Remix) (2012)